# Sanada Yukimura

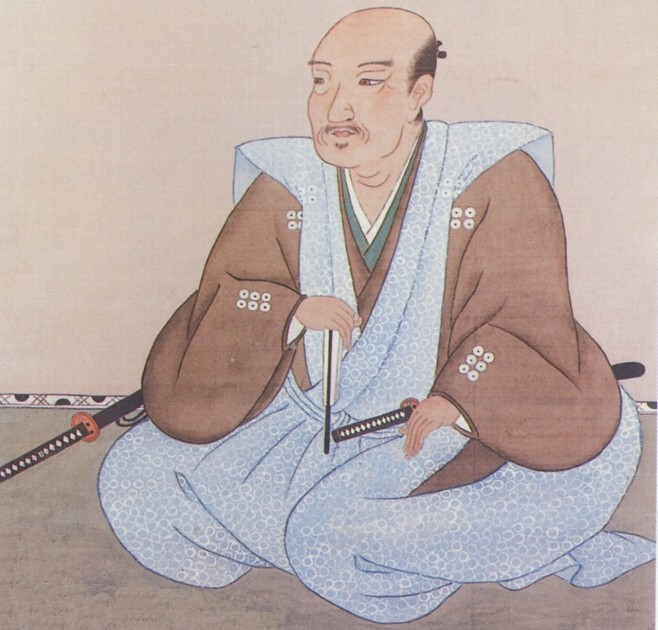
Porträt von Sanada Yukimura

Sanada Yukimura (japanisch 真田 幸村; eigentlich Sanada Nobushige, (真田 信繁); geboren um 1567 in der Provinz Shinano; gestorben 3. Juni 1615 in Osaka, Honshū, Japan) war ein Samurai der Azuchi-Momoyama- und frühen Edo-Zeit.

## Leben und Wirken
Sanada Yukimura wurde 1567 als zweiter Sohn von Sanada Masayuki (真田 昌幸, etwa 1547–1611), dem Herrn der Burg Ueda geboren der dem Takeda-Klan diente. Es gibt verschiedene Theorien über sein Geburtsjahr, und es gibt verschiedene Theorien über die Herkunft des Namens Yukimura.
1586 wurde Sanada Vasall von Toyotomi Hideyoshi. Seine Frau war eine Tochter von Ōtani Yoshitsugu (大谷吉継; 1559–1600), dem Hausältesten von Hideyoshi. Später wurde er zusammen mit seinem Vater Masayuki und seinem älteren Bruder Nobuyuki ein Vasall von Tokugawa Ieyasu, aber in der Schlacht von Sekigahara schlossen sich Masayuki und Yukimura der von Ishida Mitsunari und anderen angeführten Westarmee an und kämpften gegen die von Tokugawa angeführte Ostarmee. Die Schlacht ging für sie verloren, die Burg Ueda wurde zerstört, Yukimura suchte auf dem Kōya-san Zuflucht.
Im Alter von 34 bis 48 Jahren führte Yukimura 14 Jahre lang ein Rōnin-Leben in der Verbannung. Während dieser Zeit starb Vater Masayuki an einer Krankheit, aber 1614 wurde Yukimura von Toyotomi Hideyori eingeladen und kam nach Osaka. Während der Winterbelagerung von Osaka im selben Jahr wurde die vor der südöstlichen Ecke der Burg zu deren Schutz eine Vorbefestigung namens „Sanada Maru“ (真田丸) errichtet, wodurch die die Angreifer nicht weiter kamen. Er reagierte nicht auf eine Einladung Ieyasus, aber am 20. Dezember wurde ein Waffenstillstand geschlossen. In einem Brief, den er während dieser Zeit nach Hause schickte, erklärte er unmissverständlich, dass er jederzeit bereit sei zu sterben.
Während der Sommerbelagerung Osakas im folgenden Jahr fungierte Sanada am 6. Mai als Leiter der Nachhut nach der Schlacht am Tempel Dōmyō-ji (道明寺の戦い). In der entscheidenden Schlacht am folgenden Tag, dem 7., griff er vom Berg Cha’usu (茶臼山) aus das Hauptlager von Ieyasu an. Er brachte Ieyasu in Gefahr, wurde aber schließlich im Kampf getötet.
Es wird gesagt, dass Tokugawa Ieyasu, obwohl Yukimura ein feindlicher General war, von dessen Kampfstil und Persönlichkeit beeindruckt war.

### Nachklang
Basierend auf den Aufzeichnungen und Zeugnissen der Soldaten, die ab der Edo-Zeit an der Belagerung von Osaka teilnahmen, wurden die Heldengeschichten der Militärkommandeure der Sengoku-Zeit in Geschichten und Romane umgewandelt. So wurde auch Sanada Yukimura als heldenhafter Militärkommandant bekannt, der sich durch seine strategischen Fähigkeiten auszeichnete. Er war Gegenstand von Romanen von Ozaki Shirō und Shiba Ryōtarō, auch ein Film wurde über ihn gedreht, in dem er von Onoe Matsunosuke dargestellt wird. Das NHK-Drama „Sanada Maru“ (真田丸), Drehbuch von Mitani Kōki (三谷 幸喜; geb. 1961) aus dem Jahr 2016, war im japanischen Fernsehen zu sehen. Weiter gibt es Manga, Fernseh-Manga und Spiele, die auf Sanadas Leben zurückgreifen.